# گارد سلطنتی بوتان
گارد سلطنتی بوتان بخشی از ارتش پادشاهی بوتان است، اما به طور مستقل تحت فرمان شخص جیگمی خسار نامگیال وانگچوک پادشاه بوتان است.  امنیت پادشاه و سایر اعضای خانواده سلطنتی را بر عهده دارد.  تعداد کل نفرات گارد سلطنتی بوتان هزار نفر است،و نخبه ترین واحد نیروهای ارتش پادشاهی بوتان است.  فرمانده گارد سلطنتی بوتان سرتیپ پم دورجی است
سربازان گارد سلطنتی جزئی از سربازان نخبه هستند .و به خوبی مجهز به جدیدترین تسلیحات و آموزش در همه زمینه ها مانند ضد تروریسم و غیره هستند. 